# Forlover
En forlover er en mand, der af en brudgom er blevet udpeget til at stå gommen bi på bryllupsdagen. Ofte vælges en nær ven, men det kan også være gommens bror eller far. Oprindeligt fungerede forloveren ved et dansk bryllup som et officielt vidne, der skulle se til, at brudeparret blev lovformeligt gift og ikke var for tæt beslægtet med hinanden. Denne funktion er i dag helt væk.
Forloverens arbejde begynder som arrangør af en polterabend for brudgommen. På selve bryllupsdagen vil forloveren hjælpe brudgommen med forberedelserne og ledsage ham til kirken. Her sidder forloveren ved brudgommens side og støtter brudgommen samt medbringer ringene og overrækker dem til brudeparret, når tiden er inde. Når selve vielsen er gennemført, skifter forloveren plads med bruden, så brudeparret sidder sammen, og forlover og brudens far sidder sammen.
Efter vielsen er det forloverens ansvar, at alle gæster kommer godt af sted fra kirken, og at ingen bliver efterladt uden kørselslejlighed. Af samme grund skal forloveren helst være den sidste, der forlader kirken.
Til selve festen holder forloveren en tale til brudgommen (som nummer fire i den bundne talerækkefølge), traditionelt en humoristisk tale der markerer afskeden med det vilde ungkarleliv. Forloverens rolle kan også omfatte at være toastmaster til festen.
Det er normalt at markere samhørigheden med brudgommen ved at forloveren og brudgommen har ens knaphulsblomst på, og eventuelt også ens tøj.